# 利柏提山 (伊利諾伊州)
利柏提山（英語：Liberty Hill）是位於美國伊利諾伊州坎伯蘭縣的一個非建制地區。該地的面積和人口皆未知。

## 地理
利柏提山的座標為39°12′04″N 88°09′15″W / 39.20111°N 88.15417°W，而該地的平均海拔高度為179米（即587英尺）。